# 长乐乡 (平和县)
长乐乡，是中华人民共和国福建省漳州市平和县下辖的一个乡镇级行政单位。
长乐乡原名長富，為純客語區。鄉治距廣東大埔大東鎮白土村僅 3 公里。
羅姓的宗族估計派下有 7,000 多人，祖先來自廣東大埔湖寮、高陂，一說大東鎮。其祖籍為「平和縣大埔祖庵邊老厝下」今為長樂鄉建南村案上。
坪畲村曾氏千一郎一支，由永定太平寨遷來。該鄉農家村曾氏啟傑公一支，由九峰蘇洋遷來。

## 行政区划
长乐乡下辖以下地区：
联三村、联胜村、建南村、建三村、葵山村、南庭村、乐北村、秀山村和农家村。